# Сан-Жозе-да-Лажи
Сан-Жозе-да-Лажи (порт. São José da Laje) — муниципалитет в Бразилии, входит в штат Алагоас. Составная часть мезорегиона Восток штата Алагоас. Входит в экономико-статистический микрорегион Серрана-дус-Киломбус. Население составляет 22 118 человек. Занимает площадь 256,603 км². Плотность населения — 81,2 чел./км².
Праздник города — 28 июля.

## История
Город основан в 1876 году.